# 細川藤賢
細川 藤賢（ほそかわ ふじかた）は、戦国時代から安土桃山時代にかけての武将。仮名は四郎。摂津国中嶋城主。

## 生涯
代々室町幕府将軍の近くに仕える御供衆・細川典厩家尹賢の子として誕生。初名は和匡。4歳上の兄に細川氏宗家（管領家）である京兆家の当主となった氏綱がある。当初藤賢は尹賢の弟の家系とされる駿州家を継ぐ予定であったが、兄の氏綱が細川高国の養子になったために典厩家の後継となった（駿州家は異母弟とみられる細川勝国が継いだ）。ただし、高国に実子が生まれれば氏綱が典厩家を継ぐ可能性も残されていたため、名実ともに典厩家を継ぐことになったのは高国・尹賢が討たれた大物崩れの後と考えられる。
天文9年（1540年）、従五位下右馬頭に叙任される。13代将軍・足利義藤（後の義輝）に仕えてからは、その偏諱を受けて藤賢と改名する。
永禄8年（1565年）、将軍義輝が三好三人衆らに殺害されると（永禄の変）、松永久秀に属した。その後、義輝の弟の足利義昭が織田信長・久秀らに擁立されて上洛し、15代将軍となると、義昭に仕えた。信長が義昭のため京都に二条御所を築く際には、藤賢の屋敷の庭にあった「藤戸石」という名石が使われた。この石を運ぶ作業の指揮は信長自らが行った。
天正元年（1573年）、義昭が信長討伐の兵を挙げようとした際には、これを諌めた。しかし、聞き入れられずに義昭が挙兵するとこれに従う。その後は織田軍に城を包囲され降伏。義昭は京都より追放されたが、藤賢は信長に許され近江国の坂本城を任された。
天正9年（1581年）、京都御馬揃えにも旧公方衆として参加しており、毛利輝元の庇護下に入った義昭とは行動を共にしなかったようである。
天正18年（1590年）7月23日、京都にて74歳で死去した。